# Secuestro de Al-Dumeir
El Secuestro de Al-Dumeir sucedió el 7 de abril de 2016, durante la Guerra Civil Siria, cuando el Estado Islámico captó a más de 300 empleados de una cementera en el subdistrito de Al-Dumeir, de la Gobernación de la Campiña de Damasco (Siria). Esta información fue proporcionada por la agencia oficial SANA.
Por otra parte el director del Observatorio Sirio de Derechos Humanos, Rami Abderrahmán, rebajó la cifra de los obreros secuestrados en dichas fábricas a 170 personas, y precisó que otros 140 trabajadores consiguieron escapar.
Las fuentes añadieron que cientos de familias han huido de la ciudad debido a los combates, que incluíaN ataques el 5 de abril y el detonamiento de coches bomba el día 6, alrededor del Aeropuerto militar de Al-Dumeir, y un ataque en octubre a la planta para generar electricidad.
El 8 de abril, el Observatorio Sirio de Derechos Humanos informó que los restantes 170 trabajadores habían logrado escapar, aunque no hubo confirmación oficial. Además de que un total de 20 militares del régimen, entre ellos 3 oficiales de alto rango habían muerto tras intentar repeler estos ataques del Estado Islámico, mientras que este sufrió 35 bajas.
Sin embargo, advirtió de que, según informaciones no contrastadas el personal de seguridad de la fábrica y los hombres armados leales al presidente Bashar Al Assad, que protegían la zona y que también fueron capturados, no han sido puestos en libertad.
Recientemente la organización terrorista había sido expulsada de las ciudades de Palmira y Al-Qaryatayn.